# Třída Trento
Třída Trento byla první třída těžkých křižníků italského královského námořnictva. Celkem byly postaveny dvě jednotky této třídy. Ve službě byly v letech 1929–1943. Některé prameny do této třídy řadí také pozdější těžký křižník Bolzano. Na základě třídy Trento byly rovněž vyvinuty argentinské těžké křižníky třídy Veinticinco de Mayo.

## Stavba
Celkem byly postaveny dvě jednotky této třídy. Jejich stavba byla zahájena v roce 1925 a dokončeny byly v letech 1928–1929.
Jednotky třídy Trento:
| Jméno   | Založení kýlu | Spuštěna       | Vstup do služby   | Poznámka                                                                              |
| ------- | ------------- | -------------- | ----------------- | ------------------------------------------------------------------------------------- |
| Trento  | 1925          | 4. října 1927  | 3. dubna 1929     | Dne 15. června 1942 potopen britskou ponorkou HMS Umbra.                              |
| Trieste | 1925          | 24. října 1926 | 21. prosince 1928 | Dne 10. dubna 1943 potopen v přístavu La Maddalena na Sardinii spojeneckým letectvem. |

## Konstrukce

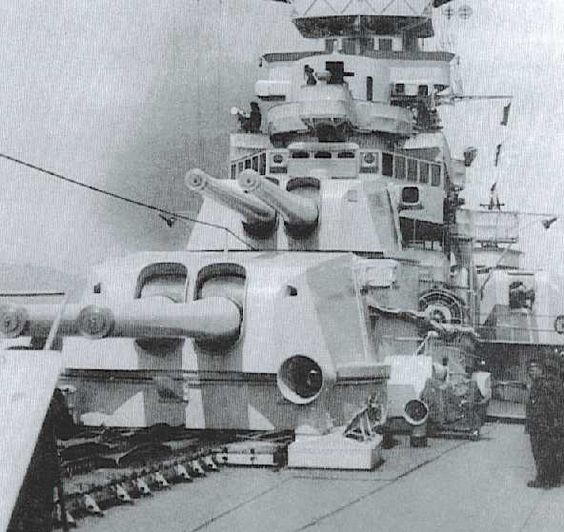
Hlavní dělové věže křižníku Trieste

Výzbroj tvořilo osm 203mm/50 kanónů ve čtyřech dvoudělových věžích, které byly rozmístěny po dvou na přídi a zádi trupu. Děla měla dostřel 27 500 metrů. Doplňovalo je šestnáct kanónů sekundární ráže 100 mm a protiletadlová výzbroj v podobě čtyř 40mm kanónů a čtyř 12,7mm kulometů. Plavidla také nesla čtyři dvojité torpédomety a jeden katapult se třemi hydroplány.
Pancéřování bylo poměrně silné. Boky kryl pancéřový pás o síle 70 mm, který shora uzavírala pancéřová paluba o síle 50 mm. Čela dělových věží měla sílu 100 mm. U následující třídy Zara bylo pancéřování ještě zesíleno, u posledního italského těžkého křižníku Bolzano, se konstruktéři k tomuto řešení vrátili. Pohonný systém tvořila čtyři turbínová ústrojí ve dvou strojovnách, které pohánělo dvanáct kotlů umístěných po čtyřech kusech ve třech kotelnách. Nejvyšší rychlost dosahovala 35 uzlů.

## Operační nasazení

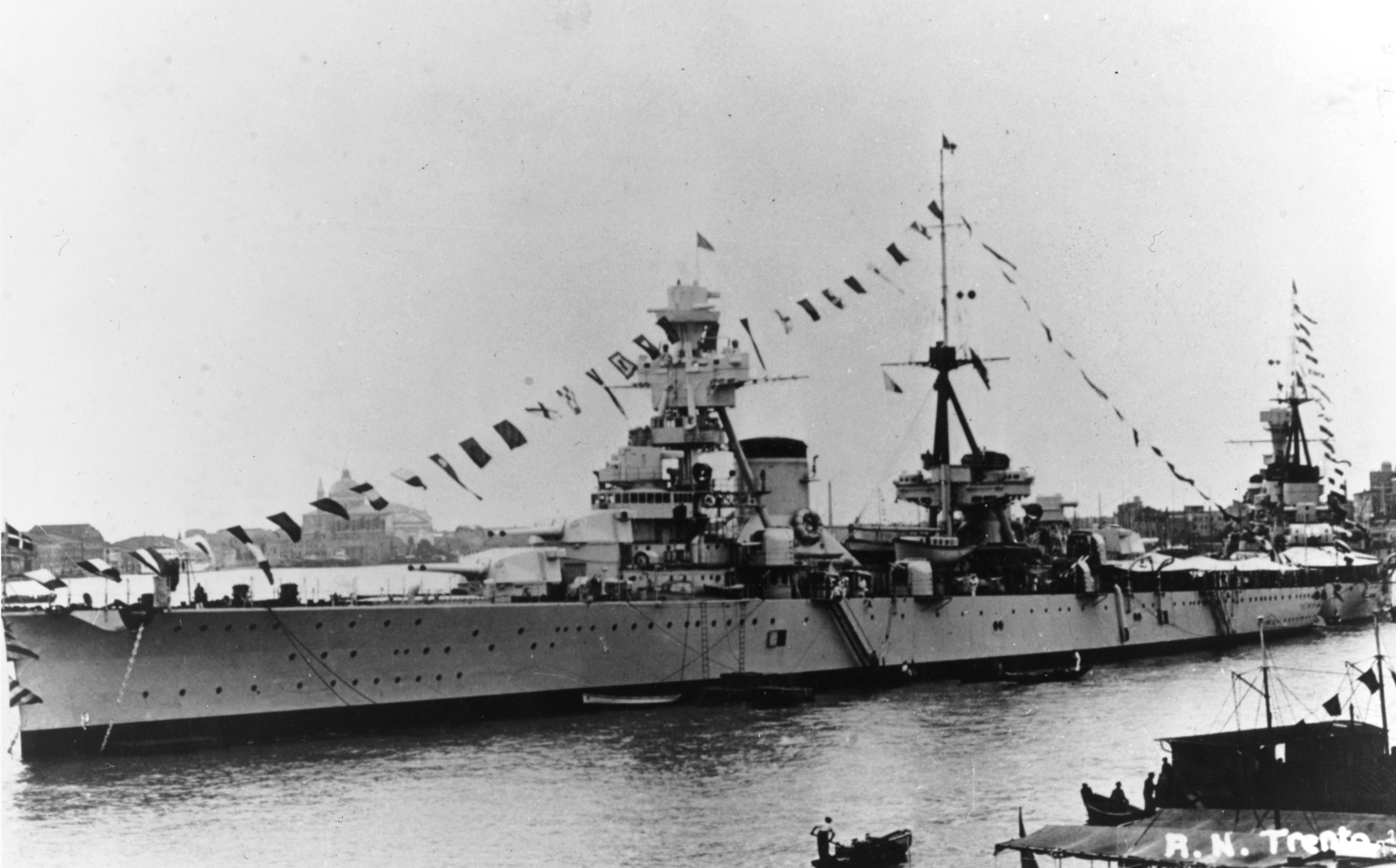
Trento

Trento byl nasazen v červenci 1940 v bitvě u Punta Stilo, oba křižníky také bojovaly v listopadu 1940 v bitvě u mysu Spartivento. Během britského útoku na Taranto v listopadu 1940 zasáhlo Trento letecké torpédo. Oba křižníky také bojovaly v Bitva u Matapanu v březnu 1941. Dne 21. listopadu 1941 Trieste těžce poškodila torpéda britské ponorky HMS Utmost.
V prosinci 1941 se Trento účastnil první bitvy u Syrty a stejný křižník bojoval i v druhé bitvě u Syrty v březnu 1942. V červnu 1942 se Trento účastnil bojů spojených s britskou Operací Vigorous a byl zde dne 15. června 1942 nejprve poškozen leteckým torpédem britského bombardéru Bristol Beaufort, startujícího z Malty a o několik hodin později potopen britskou ponorkou HMS Umbra.
Trieste kotvil v přístavu La Maddalena na Sardinii, když ho 10. dubna 1943 potopila spojenecká letadla. Po válce byl sešrotován.